# Слав'янка (Лузький район)
Слав'янка (рос. Славянка) — присілок у Лузькому районі Ленінградської області Російської Федерації.
Населення становить 20 осіб. Належить до муніципального утворення Осьминське сільське поселення.

## Історія
Згідно із законом від 28 вересня 2004 року № 65-оз належить до муніципального утворення Осьминське сільське поселення.

## Населення
| 1838 | 1862 | 1928 | 1965 | 1997 | 2007 | 2010 |
| ---- | ---- | ---- | ---- | ---- | ---- | ---- |
| 144  | ↘135 | ↗175 | ↘35  | ↘30  | ↘20  | →20  |